# Кровь на когтях Сатаны
«Кровь на когтях Сатаны» или «Обличье Сатаны» (англ. Blood on Satan’s Claw) также выходил под названием «Кожа Сатаны» (англ. Satan’s Skin) — британский сверхъестественный исторический фолк-хоррор 1971 года, снятый режиссёром Пирсом Хаггардом. В главных ролях снялись Патрик Уаймарк, Линда Хейден и Барри Эндрюс. Действие происходит в Англии начала XVIII века и рассказывает о жителях сельской деревни, чья молодёжь попадает под влияние демонической силы после того, как местный фермер находит в поле загадочный деформированный череп. Фильм считается одним из трёх произведений, заложивших основы эстетики фольклорного хоррора в британском кинематографе, наряду с картинами «Великий инквизитор» (1968) и «Плетёный человек» (1973), образуя так называемую «нечестивую троицу».
Сценарий к фильму изначально написал Роберт Уинн-Симмонс как антологию ужасов, действие которой происходит в небольшой деревне; проект носил рабочее название «Кожа Сатаны» (англ. Satan's Skin). После того как режиссёр Пирс Хаггард присоединился к проекту, он совместно с Уинн-Симмонсом переработал сценарий в единое связное повествование. Основные съёмки проходили в 1970 году, преимущественно в регионе Чилтерн-Хилс в Англии. Премьера фильма «Кровь на когтях Сатаны» состоялась в апреле 1971 года в Нью-Йорке, а затем он был выпущен в Лондоне 16 июля 1971 года. Картина получила сдержанные отзывы критиков и не имела успеха в прокате. Однако с течением времени фильм приобрёл статус культовой классики и был отмечен рядом киноведов как один из основоположников жанра фолк-хоррора, наряду с такими современниками, как «Великий инквизитор» (1968) и «Плетёный человек» (1973).

## Сюжет
В сельской деревне Англии начала XVIII века фермер Ралф Гауэр (Барри Эндрюс) обнаруживает при вспашке поля деформированный череп с одним сохранившимся глазом и необычной шерстью. Он настаивает, чтобы местный судья (Патрик Уаймарк) осмотрел находку, однако череп таинственным образом исчезает. Судья не придаёт значения происшествию, считая его проявлением суеверных страхов Ралфа. Тем временем Питер Эдмонтон приводит свою невесту Розалинду Бартон к своей тёте, госпоже Банэм, у которой остановился судья. Госпожа Банэм и судья не одобряют этот союз и решают разместить Розалинду в заброшенной комнате на чердаке. Ночью Розалинда начинает кричать и, когда госпожа Банэм приходит проверить, ранит её, после чего та загадочным образом заболевает.
Несмотря на протесты Питера, судья (Патрик Уаймарк) распоряжается о помещении Розалинды в приют; когда её уводят, Питер замечает на месте её руки чудовищный коготь. Тем временем трое детей, играющих у поля, находят коготь, предположительно принадлежавший деформированному телу, от которого отделился череп. В тот же вечер госпожа Банэм бесследно исчезает. Убеждённый, что в доме присутствует зло, Питер ночью пробирается в чердачную комнату и подвергается нападению существа с покрытым шерстью когтем. Он пытается зарубить его ножом, но, когда судья врывается в комнату, оказывается, что Питер отрубил собственную руку. Хотя судья остаётся скептичен относительно сверхъестественного, он берёт книгу о колдовстве. На следующий день судья уезжает в Лондон, оставив вместо себя напыщенного и недалёкого сквайра Мидлтона, но обещает вернуться.
Марк, один из трёх детей, заманивается своими одноклассниками, которые прогуливают уроки священного писания, чтобы проводить ритуальные игры в разрушенной церкви под руководством их лидера Энджел Блейк (Линда Хейден). Марка обманом вовлекают в смертельную игру в жмурки, после чего его тело прячут в дровяном сарае его семьи. Энджел Блейк пытается соблазнить священника, преподобного Фаллоуфилда. Когда тот сопротивляется, она сообщает ему, что Марк мёртв и что в нём «был дьявол, поэтому мы его вырезали». На похоронах Марка отец Энджел обращается к сквайру, обвиняя священника в попытке домогательства к своей дочери и, весьма вероятно, в убийстве Марка.
Сестра Марка, Кэти, собирает цветы для его могилы, когда двое мальчиков нападают на неё и связывают под предлогом игры. Ралф (Барри Эндрюс), ухаживавший за ней, слышит её крик, но не может её найти. Мальчики приводят Кэти к Энджел (Линда Хейден), которая ведёт её в процессии вместе с другими детьми к разрушенной церкви, где они совершают чёрную мессу в честь демона Бегемота, являющегося в виде покрытого шерстью зверя. Дети разрывают платье Кэти, обнажая шерсть на её спине. У всех детей появляются такие участки шерсти, которые срезаются с их тел, чтобы восстановить физическую форму демона. Культ ритуально насилует и убивает Кэти, а затем срезает шерсть с её спины. Ралф обнаруживает её тело в церкви и относит его к сквайру, который освобождает Фаллоуфилда, но не может арестовать Энджел, так как она исчезла.
Ралф (Барри Эндрюс) обнаруживает мужчин, пытающихся утопить девушку по имени Маргарет, которую они подозревают в колдовстве. Он спасает её и замечает шерсть на её ноге. Ралф уговаривает врача удалить эту шерсть, но, проснувшись, Маргарет оказывается преданной служительницей дьявола и сбегает. Судья (Патрик Уаймарк) возвращается и натравливает собак, чтобы выследить её. Маргарет ищет Энджел (Линда Хейден), но Энджел бросает её, поняв, что на ней больше нет части кожи демона.
Маргарет ловят, и под допросом судьи (Патрик Уаймарк) она раскрывает, что культ соберётся в разрушенной церкви, чтобы завершить ритуал по восстановлению тела демона. Судья собирает толпу, чтобы уничтожить культ и демона. Ралф (Барри Эндрюс), на ноге которого появилась шерсть, просыпается в церкви в окружении культистов. Он едва не срезает шерсть со своих ног в состоянии транса, прежде чем толпа начинает атаку. В последующем столкновении Энджел (Линда Хейден) погибает, а судья убивает демона мечом, снимая проклятие с Ралфа и возвращая его к нормальному состоянию.

## Актёры
| Актёр            | Роль                                   |
| ---------------- | -------------------------------------- |
| Патрик Уимарк    | судья                                  |
| Линда Хэйден     | Энджел Блейк                           |
| Барри Эндрюс     | Ральф Говер                            |
| Мишель Дотрис    | Маргарет                               |
| Венди Пэдбери    | Кэти Весперс                           |
| Энтони Эйнли     | преподобный Фэллоуфилд                 |
| Шарлотта Митчелл | Эллен                                  |
| Тамара Устинов   | Розалин Бартон                         |
| Саймон Уильямс   | Питер Эдмонтон                         |
| Джеймс Хэйтер    | Сквайр Миддлтон                        |
| Говард Гурни     | доктор                                 |
| Эвис Лэндон      | Изобель Бэнхэм                         |
| Робин Дэвис      | Марк Весперс                           |
| Годфри Джеймс    | отец Энжел                             |
| Роберта Тови     | участница шабаша (в титрах не указана) |

## Производство
Питер Эндрюс и Малкольм Хейворт основали производственную компанию Chilton Films. Они подписали контракт с Hemdale Film Corporation, связанными тогда с Tigon Films.
Изначально предполагалось что фильм будет состоять из трёх отдельных историй. Затем было решено сделать их частями одной истории. Роберт Уайнн-Симмонс был нанят в качестве сценариста. Затем он говорил, что его частично вдохновили «Семья» Мэнсона и Мэри Белл. Он объяснял:
Центральной темой всего фильма является искоренение старых религий. Не христианством, а атеистическим верованием что все виды вещей должны быть заблокированы вне разума. Так Судья представляет собой сурового просветителя, если вам нравится, который говорит: «Не дай этим вещам проникнуть в тёмные уголки. Достань их наружу и затем избавься от них».
В оригинальном сценарии действие фильма разворачивалось в Викторианскую эпоху, но продюсеры почувствовали что этот период демонстрировался слишком часто, поэтому перенесли действие в начало XVIII века, чуть позже действия фильма Великий инквизитор. Уайнн-Симмонс говорил, что его также особо попросили включить в фильм несколько элементов из Великого инквизитора, таких как книга по колдовству и сцена утопления ведьмы.
Пирс Хэггард был выбран в качестве режиссёра на основании его режиссёрского дебюта, несмотря на то что не был широко известен с фильмами ужасов. Хэггард работал в тесном сотрудничестве с Уайнном-Симмонсом над написанием сценария:
Все сильные, художественные моменты хоррора — изобретение Роберта. Ничего не было выброшено. Мой вклад в сценарий состоит в описании персонажей, попытке показать и развить их семейные взаимоотношения. Некоторые моменты лишённые экшна также мои, например когда дети путешествуют по лесу, и зритель охвачен страхом и тревогой, и так далее. Это по большей части моё, так что вот мой вклад, попытаться сгустить текстуры

### Кастинг
Хэггард говорил что Линда Хэйден получила роль так как у неё был контракт с Тони Тенсером. Тамара Устинов получила роль благодаря своему имени. Роль судьи изначально предлагалась Питеру Кашингу, но он отклонил её из болезни жены. Также рассматривалась кандидатура Кристофера Ли, но его гонорар был слишком высок для бюджета фильма, поэтому роль получил Патрик Уимарк.

### Съёмки
Съёмки фильма начались 14 апреля 1970 года и проходили в Блэк Парке неподалёку от пустоши Ивер, расположенной в Бакингемшире. Разрушенная церковь находилось в Бикс Боттом, графство Оксфордшир. Павильонные съёмки проходили в студии Pinewood Film Studios.

## Выпуск
Хэггард рассказывает о некоторых вариантах названия фильма:
Изначально он называлсяThe Devil’s Touch, а затем Satan’s Skin. Я считаю чтоSatan’s Skin лучшее название. Когда он [фильм] был продан в Америку, этот чудесный старый шоумен Сэм Аркофф из AIP купил его, и они выпустили его под названием Blood on Satan’s Claw. Тони Тенсер поменял название, и я подумал что это немного унизительно, немного безвкусно. Так что Satan’s Skin моё любимое название.
В США Кровь на когтях сатаны был издан в качестве двойного сеанса с фильмом 1970 года Зверь в подвале
Фильм стал коммерческой неудачей. Хэггард говорил: «Фильм не принёс много денег. Он не был хитом. Несколько людей абсолютно полюбили его, но для него не оказалось широкой публики.»

## Саундтрек
Музыку к фильму написал Марк Уилкинсон, работавший с Хэггардом в Национальном театре. Как позже говорил Хэггард: «У него был прекрасный набор странных звуков. Он не из тех кто предоставит вам сырой звук. И я думаю он абсолютно превзошёл себя. Это несомненно один из лучших саундтреков, которые были в моих фильмах»"
В 2007 году саундтрек был выпущен лейблом Trunk Records на CD и получил ограниченный релиз на виниловой пластинке.